# Vojnik
Vojnik (46.17° Norte, 15.18° Este, altura media sobre el nivel del mar 286,1 m) es una población cercana a Celje, Eslovenia. Es una de las poblaciones de la región de Estiria Inferior Sudoccidental (Jugozahodna Spodnja Štajerska), en la Baja Estiria.
La población se halla situada en el tramo inferior del Valle de Hudinja bajo de varias colinas. La población de Vojnik está ubicada en el noreste de la cuenca de Celje (Celjska kotlina). Está situada a medio camino entre la ciudad Celje y Slovenske Konjice. Se trata de una zona llana, a 286 m de altitud. Los puntos más altos de la población son la colina de Tomás (Tomažev hrib, 444 m) y la segunda es de Vojnik (Vojniški hrib 394 m). Las aldeas que están situadas alrededor son Gmajna, Gorica, Kurjastec, Petelinjek y Tomaž.
En Vojnik hay 8520 habitantes. Las actividades económicas principales son la agricultura, la ganadería y la producción de lúpulo. Además, Vojnik es conocida por el hospital psiquiátrico (Psihiatrična bolnišnica Vojnik)construido en 1962, la más conocida de Eslovenia.

## Historia
La población se formó en época romana. A través de Vojnik pasaba la vía principal entre Panonia y Noricum. De gran importancia comercial era la vía que comunicaba la ciudad de Celeia (Celje) con Poetovia (Ptuj), arteria de comunicación principal entre el Mar Adriático y el norte europeo. El topónimo Vojnik apareció por primera vez en el año 1165 en unas escrituras bajo los nombres Hohenecke y Hoheneg, dos castillos muy conocidos en Vojnik. Desde el año 1363 los Condes de Celje controlaron el territorio. Después de su ruina los Habsburgos asumieron el poder. En 1994 se reformó la administración local, pasando a denominarse "Municipio de Vojnik".

## Patrimonio cultural
En Vojnik encontramos varios monumentos religiosos que forman parte importante del patrimonio cultural. La Iglesia de "San Jernej" es la más conocida por su antiquísima construcción. Por su estilo gótico son conocidas la iglesia de San Florián y la iglesia de Santo Tomás. En la iglesia de Santa María se encuentran los órganos más antiguos de Eslovenia. Además el castillo de Hohenecke y el castillo de Lemberg son del siglo XII. Desde el siglo XV se ha conservado la mansión de Socka y los monumentos del tiempo de la Primera y Segunda Guerra Mundial.

## Plaza
La plaza de Vojnik fue construida en el año 1306. En 1839 fue totalmente destruida por un incendio. Durante la primera mitad del siglo XIX se produjeron cambios esenciales para el desarrollo de la población, como la construcción del ferrocarril por Celje, en 1891, que supuso una fragmentación de la oferta hostelera y para la artesanía de Vojnik. En los últimos años se ha hecho la tradición de Vojnik y de su plaza un poco más viva con tradicionales organizaciones de fiestas y acontecimientos culturales.

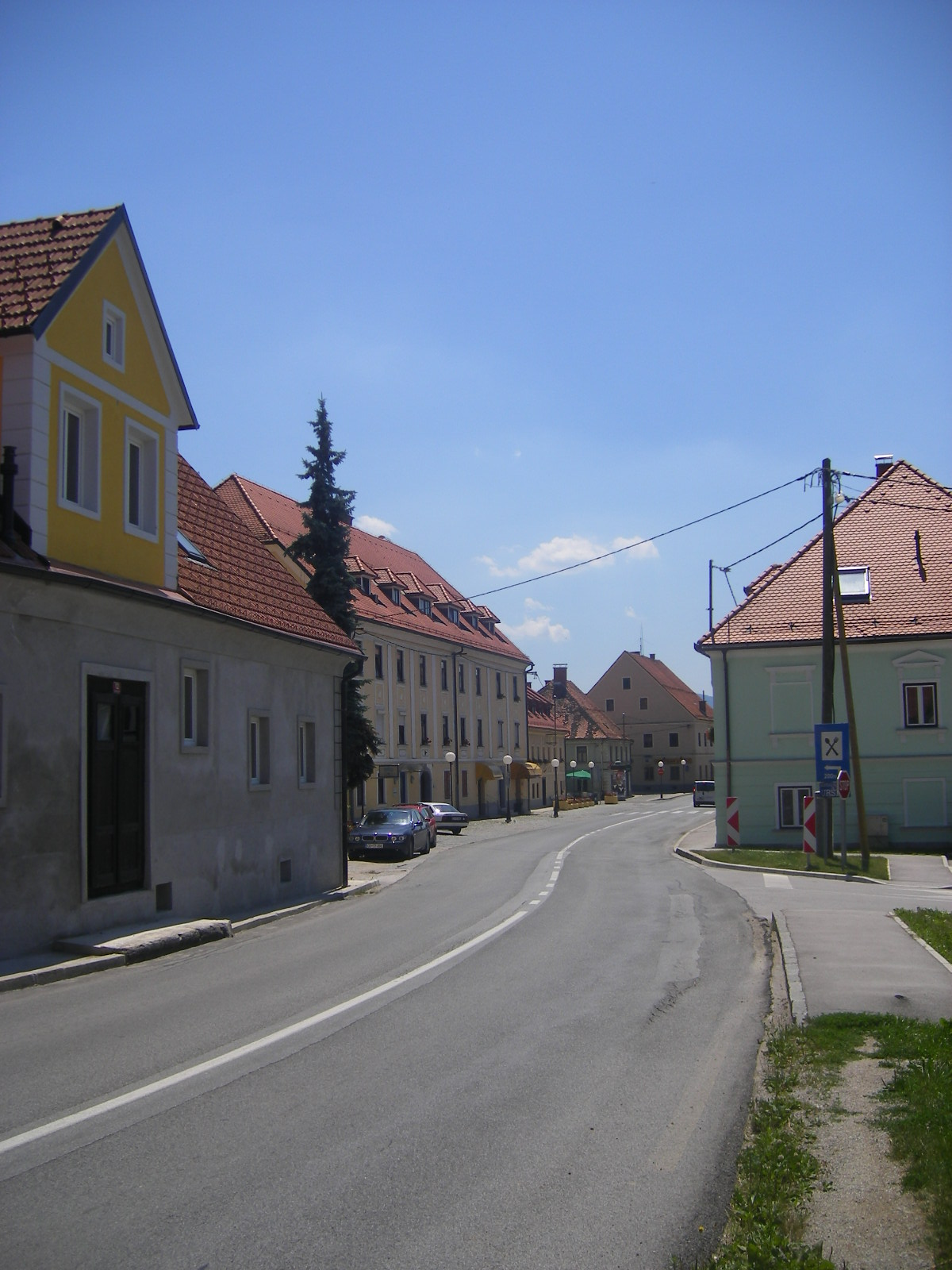
Calle de Vojnik

## Personajes ilustres
- Dr. Anton Novačan
- Dora Hauser
- Peter Krivec
- Miroslav Zdovc
- Prof. Karel Kozuh
- Dr. Karel Henn

### Anton Novačan
(*9 de julio de 1887, en Zadobrova, Eslovenia , †21 de marzo de 1951, Alem, Eslovenia). Importante historiador esloveno de la cultura. Además, fue activo en política y escribió varios poemas narrativos. Algunas de sus obras literarias son  Celjski Grofje, Herman Celjski y Veleja.

### Dora Hauser
(*1877, en Graz, Austria , † 1946, Vojnik, Eslovenia). Conocida pintora de Vojnik que murió durante el incendio. Se conservaron muchos de sus pinturas que las podemos encontrar en Museo de Celje.

### Peter Krivec
(*23 de noviembre de 1938, en Zadobrova, Eslovenia). Profesor y pintor académico que se dedica en su tiempo libre a las artes gráficas. Es profesor de Arte en la escuela primaria de Vojnik.

### Prof. Karel Henn
(*5 de mayo de 1809, en Frankolovo, Eslovenia , †1877, Vojnik. Fundador del conocido balneario de Radenci, Eslovenia. Nació en una familia de gran reputación en Vojnik. Estudió medicina en Graz. En 1869 se empezó a distribuir agua mineral. Desde entonces Radenci es conocida por su agua mineral y su balneario.

## Poblaciones del término municipal de Vojnik
Arclin, Beli Potok pri Frankolovem, Bezenškovo Bukovje, Brezovica, Bovše, Brdce, Dol pod Gojko, Čreškova, Črešnjevec, Črešnjice, Frankolovo, Gabrovec pri Dramljah, Globoče, Gradišče pri Vojniku, Homec, Hrastnik, Hrenova, Ilovca, Ivenca, Jankova, Kladnart, Koblek, Konjsko, Landek, Lem pri Novi Cerkvi, Lešje, Lindek, Lipa pri Frankolovem, Male Dole, Nova Cerkev, Novake, Polže, Pristava, Rakova steza, Nova Cerkev, Novake, Podgorje pod Čerinom, Razdelj, Razgor, Razgorce, Rove, Selce, Socka, Straža pri Dolu, Straža pri Novi Cerkvi, Tomaž nad vojnikom, Trnovlje pri Socki, Velika Raven, Verpete, Vine, Vizore, Višnja Vas, Vojnik, Zabukovje, Zlateče, Želče.